# Aeroporto internazionale di Attapeu
LAeroporto Internazionale di Attapeu (IATA: AOU, ICAO: VLAP) era un aeroporto internazionale che serviva Attapeu in Laos. L'11 febbraio 2012, i funzionari dei governi laotiano e vietnamita hanno partecipato alla cerimonia di inaugurazione dei lavori per l'aeroporto, che si trova vicino al confine tra Laos e Vietnam. La costruzione è iniziata a maggio 2013 e si è conclusa ad aprile 2015. Il gruppo Hoang Anh Gia Lai del Vietnam ha fornito un prestito di quasi 300 miliardi di kip (oltre 36,1 milioni di dollari) per la costruzione dell'aeroporto. L'aeroporto di Attapeu è stato inaugurato ufficialmente il 30 maggio 2015 come prima struttura internazionale della provincia.
Tuttavia, i voli furono interrotti nell'ottobre 2016 a causa della bassa domanda di passeggeri. L'aeroporto fu ufficialmente chiuso nel 2017. La provincia di Attapeu ha una popolazione ridotta (140.000) e non riceve molto turismo, fattori che hanno determinato la chiusura dell'aeroporto. Nel 2022, l'aeroporto è stato ceduto all'Aeronautica militare di liberazione del popolo laotiano.